# Ефремов, Владислав Дмитриевич
Владислав Дмитриевич Ефремов (род. 1 августа 1995, Новый Роздол, Львовская область) — российский хоккеист, нападающий.

## Биография
Воспитанник «Кристалла» Электросталь. В мае 2012 года перешёл в систему московского «Динамо», подписав двухлетний двухсторонний контракт. Стал играть за команду МХЛ ХК МВД (Балашиха), бронзовый призёр чемпионата МХЛ 2012/13. В сезоне 2015/16 дебютировал за команду ВХЛ «Динамо» Балашиха, был признан лучшим новичком сезона. Победитель чемпионата ВХЛ 2016/17, забил решающий голом в плей-офф Братины. Победитель хоккейного турнира Универсиады-2017. С сезона 2017/18 стал играть за «Динамо» в КХЛ. 5 мая 2023 года подписал однолетний контракт с клубом «Салават Юлаев».